# Estrela do Norte Futebol Clube
L'Estrela do Norte Futebol Clube est un club brésilien de football basé à Cachoeiro de Itapemirim dans l'État de l'Espírito Santo.